# Szymon Kocur
Szymon Kocur (ur. 17 lutego 1894 w Wietrznie, zm. 19 października 1980 w Rzeszowie) – pułkownik dyplomowany piechoty Polskich Sił Zbrojnych, kawaler Orderu Virtuti Militari.

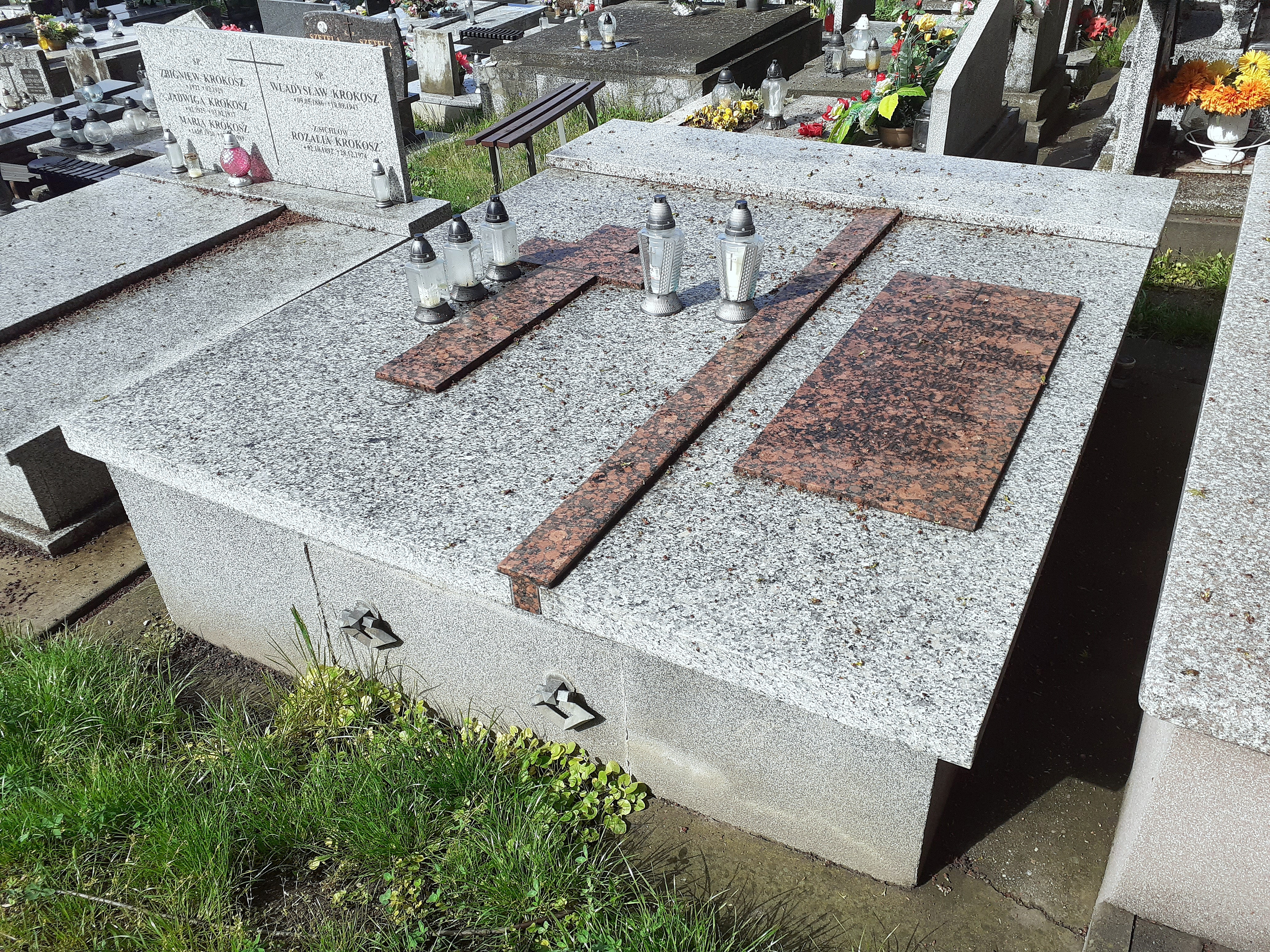
Grobowiec rodzinny Szymona Kocura

## Życiorys
Urodził się 17 lutego 1894 w Wietrznie, pow. krośnieński, w rodzinie Józefa i Zofii z Dziadowiczów. Ukończył szkołę powszechną w Wietrznie i gimnazjum w Jaśle, w którym w 1914 zdał egzamin maturalny. W latach 1912–1914 był członkiem Polskich Drużyn Strzeleckich.
Od 15 września 1914 służył w cesarskiej i królewskiej armii. Jego oddziałem macierzystym był pułk piechoty Nr 45. 4 sierpnia 1915 został ranny na froncie włoskim. Na stopień podporucznika został mianowany ze starszeństwem z 1 sierpnia 1916 w korpusie oficerów rezerwy piechoty. 4 listopada 1918 dostał się do włoskiej niewoli, w której spędził półtora miesiąca.
Od 24 grudnia 1918 w Armii Polskiej we Włoszech, a następnie w Armii Polskiej we Francji, z którą w maju 1919 wrócił do Polski. Od lipca 1919 był dowódcą II batalionu 49 pułku piechoty Strzelców Kresowych (w dniach 20–25 sierpnia 1920 roku przejściowo pełnił funkcję dowódcy tego pułku). 14 października 1920 został formalnie przyjęty do Wojska Polskiego z byłej Armii gen. Hallera z zatwierdzeniem posiadanego stopnia kapitana, zaliczony do Rezerwy armii i powołany do służby czynnej na czas wojny.
3 maja 1922 roku został zweryfikowany w stopniu kapitana ze starszeństwem z dniem 1 czerwca 1919 roku i 568. lokatą w korpusie oficerów piechoty. W 1923 roku pełnił obowiązki dowódcy II batalionu 49 pp w Kołomyi. W następnym roku w dalszym ciągu pełnił służbę w pułku w Kołomyi. 20 sierpnia 1925 roku przedłużono mu przeniesienie służbowe do Departamentu I Piechoty Ministerstwa Spraw Wojskowych w Warszawie, do dnia 31 października 1925 roku. 3 maja 1926 roku awansował do stopnia majora ze starszeństwem z dniem 1 lipca 1925 roku i 57. lokatą w korpusie oficerów piechoty. W 1928 roku dowodził II batalionem 85 pułku piechoty w Nowej Wilejce. 20 grudnia 1929 roku został powołany do Wyższej Szkoły Wojennej w Warszawie, w charakterze słuchacza X Kursu Normalnego 1929–1931. Do stopnia podpułkownika awansował ze starszeństwem z dniem 1 stycznia 1930 roku. Z dniem 1 września 1931 roku, po ukończeniu kursu i otrzymaniu dyplomu naukowego oficera dyplomowanego, został przeniesiony do 84 pułku piechoty w Pińsku na stanowisko zastępcy dowódcy pułku. 7 czerwca 1934 roku otrzymał przeniesienie na stanowisko kierownika Okręgowego Urzędu Wychowania Fizycznego i Przysposobienia Wojskowego Okręgu Korpusu Nr VI we Lwowie. Funkcję pełnił do 1937. 4 kwietnia 1937 roku został dowódcą 53 pułku piechoty w Stryju. Na czele tego oddziału walczył w kampanii wrześniowej 1939 roku.
Od 6 kwietnia 1940 dowodził 1 pułkiem grenadierów. Na czele tego oddziału walczył w kampanii francuskiej 1940. 4 października 1940, przez Hiszpanię i Portugalię, dotarł do Wielkiej Brytanii. Następnie przebywał w Stacji Zbornej Oficerów Rothesay. Pod nieobecność generała Dembińskiego pełnił obowiązki komendanta tej stacji.
W 1946 powrócił do kraju. Działał w Związku Bojowników o Wolność i Demokrację. Zmarł 19 października 1980 w Rzeszowie. Został pochowany na cmentarzu Pobitno w Rzeszowie (sektor VI-15-17). Był żonaty.

## Awanse
- porucznik (1918?)
- kapitan (1919)
- major (1925)
- podpułkownik (1930)
- pułkownik (1940)

## Ordery i odznaczenia
- Krzyż Srebrny Orderu Wojskowego Virtuti Militari – 29 stycznia 1972[23]
- Krzyż Srebrny Orderu Wojskowego Virtuti Militari nr 409[1][25][26]
- Krzyż Walecznych trzykrotnie – przed 1923[5][26])
- Złoty Krzyż Zasługi – 19 marca 1936 „za zasługi na polu wychowania fizycznego i przysposobienia wojskowego”[27]
- Medal Pamiątkowy za Wojnę 1918–1921[28]
- Medal Dziesięciolecia Odzyskanej Niepodległości[28]
- Odznaka Pamiątkowa Dawnych Harcerzy Małopolskich – 1937[29]
- Srebrny Medal Waleczności 2 klasy dwukrotnie[6]
- Krzyż Wojskowy Karola[6]